# 臺斗坑
臺斗坑，又寫為台斗坑，是臺灣嘉義市東區的一個傳統地域名稱，位於該區西部偏北。相較於今日行政區，其範圍大致包括北門里東北部、林森里北半部、太平里北大半部、頂庄里、仁義里、義教里、中庄里不含西南端及北端，以及西區的香湖里東部中央地帶。

## 歷史
台灣日治初期，臺斗坑地區為一街庄（舊制街庄），稱為「臺斗坑庄」，隸屬於嘉義西堡。該庄北與後湖庄為鄰，東北隔牛稠溪與林仔尾庄為界，東與盧厝庄為鄰，南邊為山仔頂庄、嘉義街，西邊為埤仔頭庄。
1901年（日治明治三十四年）11月11日，全台設置二十廳，該庄隸屬於嘉義廳。1904年（明治三十七年）2月15日，該庄編入「臺斗坑區」，隸屬於嘉義廳。1909年（明治四十二年）10月25日，全台整併二十廳為十二廳，該庄仍隸屬於嘉義廳。1910年（明治四十三年）1月18日，各區管轄區域調整，該庄仍隸屬於嘉義廳的「臺斗坑區」。
1920年（大正九年）10月1日，全台廢十二廳改設五州二廳，該庄改制為「臺斗坑」大字，隸屬於臺南州嘉義郡嘉義街（新制街庄）。1930年（昭和五年）1月20日，嘉義街升格為州轄市嘉義市，本地區仍隸屬之。1932年（昭和七年）1月1日，嘉義市市區實施町名改正，本地區仍為大字。
戰後嘉義市改制為省轄市嘉義市，初設八區，町及大字亦改制為里。1946年（民國35年）8月，嘉義市將原有八區整併為四區（新東區、新南區、新西區、新北區），並將臺南縣之水上鄉、太保鄉劃入且改制為區，合計六區，本地區隸屬於新東區。:3411950年（民國39年）10月25日，雲、嘉、南分治，:384同時裁撤省轄市嘉義市，六區改制為四鎮（新東鎮、新南鎮、新西鎮、新北鎮）二鄉（水上鄉、太保鄉），均改隸屬於嘉義縣。1951年（民國40年）10月25日，撤銷新東、新南、新西、新北等四鎮，合併組成縣轄市嘉義市。:105-1061982年（民國71年）7月1日，嘉義市再次升格為省轄市。:1251990年（民國79年）10月6日，嘉義市劃分為東、西二區，本地區隸屬於東區。:145

## 聚落
本地區發展較早的聚落有臺斗坑下、臺斗坑中等，在日治期初期的官方地圖上已有記載。其後因人口增加，各聚落已連成一片。

## 交通
- 臺鐵嘉北車站
- 阿里山林業鐵路北門車站
- 省道台1線
- 縣道159號

## 學校
- 北興國中
- 嘉北國小

## 廟宇
- 萬台宮

## 教堂
- 聖奧德天主堂

## 遺址
- 台斗坑遺址：嘉義市區鐵路高架化工程，在嘉北車站往南，出土13處人骨，年代距今大約是2500至2700年前。[14]